# Karlheinz Max Reichert
Karlheinz Max Reichert (* 1. Januar 1937 in Jerusalem; † 30. Juli 2022 in Bonn-Bad Godesberg) war ein deutscher Flottillenadmiral der Bundesmarine.

## Leben

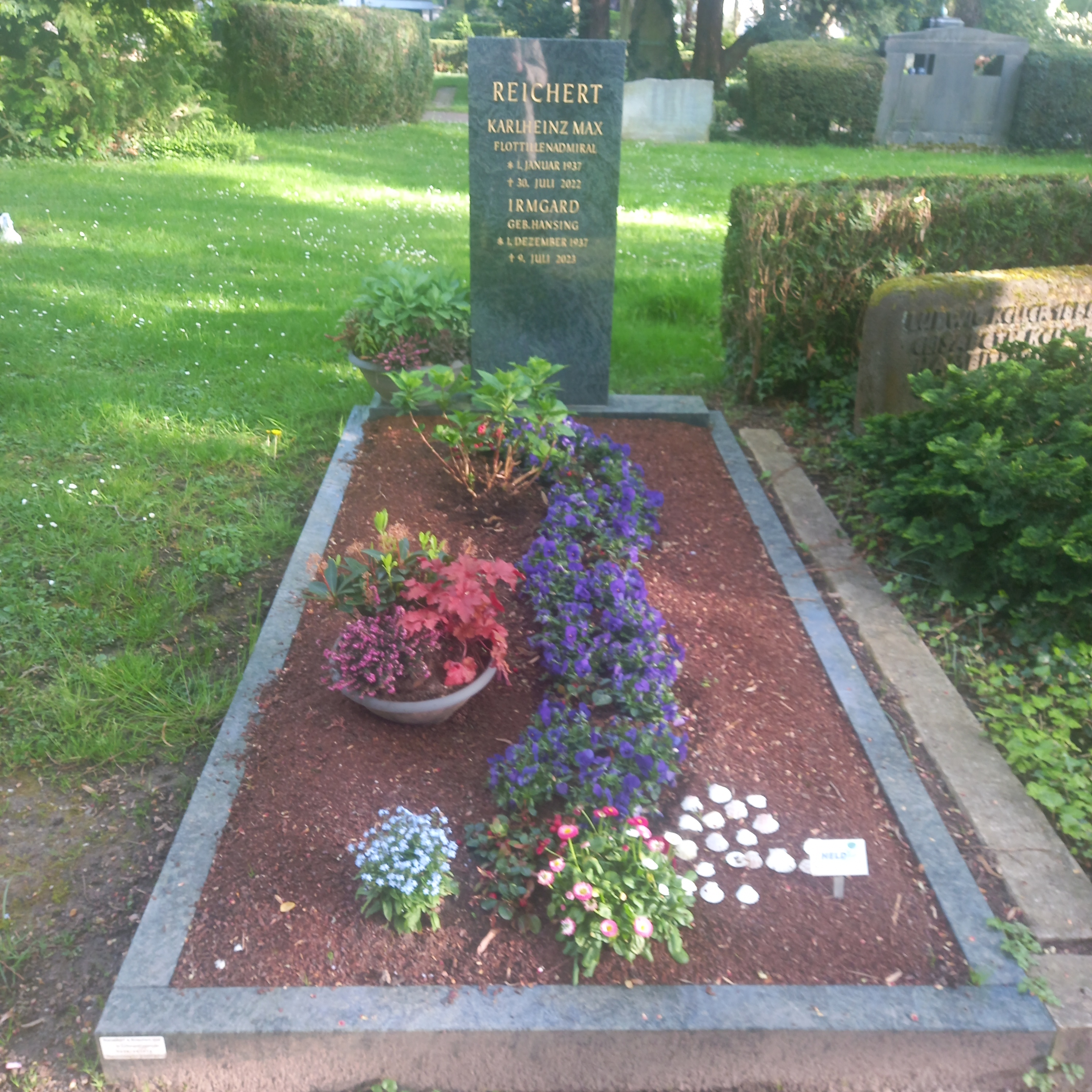
Das Grab von Karlheinz Max Reichert und seiner Ehefrau Irmgard geborene Hansing auf dem Rüngsdorfer Friedhof in Bonn

Reichert besuchte Schulen in Rom, Oberstdorf, Aurich, Mainz und Wiesbaden. In Wiesbaden machte er 1956 Abitur und trat im gleichen Jahr in die Bundesmarine ein (Crew IX/56). Anfangs kam er auf einem U-Jagd-Boot zum Einsatz und war Inspektionschef an der Marinefernmeldeschule. Von 1960 bis 1963 gehörte er dem Amt für Militärkunde an. Anschließend diente er auf Zerstörern, als Ausbilder und als Inspektionschef an Schulen der Marine. Er absolvierte von 1966 bis 1967 einen Lehrgang an der britischen Fernmeldeschule und war im Anschluss Fernmelde- und Operationsoffizier im 1. und 3. Zerstörergeschwader.
Von 1968 bis 1970 nahm er an einem Admiralstabslehrgang an der Führungsakademie der Bundeswehr in Hamburg teil. Von 1970 bis 1972 war er Admiralstabsoffizier beim Befehlshaber der Seestreitkräfte der Nordsee und daran anschließend von Januar bis November 1973 als Korvettenkapitän Erster Offizier der Fregatte Braunschweig. Nach einer Tätigkeit als Dozent für Führungslehre der Marine an der Führungsakademie von 1974 bis 1975 wurde er im Januar 1976 als Fregattenkapitän Kommandant der Fregatte Köln.
Von 1977 bis 1980 war er als Kapitän zur See Marineattaché an der Deutschen Botschaft nach London. 1980 wurde er als Referatsleiter in den Führungsstab der Marine (Fü M VI 1) nach Bonn versetzt. Daran schloss sich eine Tätigkeit als Referatsleiter bei der Ständigen Vertretung der Bundesrepublik Deutschland bei der NATO in Brüssel an. Hier war er zugleich deutscher Sprecher im Defence Review Committee.
Von April 1986 bis Dezember 1989 war Reichert Kommandeur der Marineortungsschule. 1990 wurde er Leiter des Informations- und Pressestabs im Bundesministerium der Verteidigung und zugleich Sprecher des Ministeriums. 1992 wurde er als Flottillenadmiral Verteidigungs- und zugleich Marineattaché an der Deutschen Botschaft in London und schied 1995 aus der Marine aus.
Reichert engagierte sich im Marine-Offizier-Vereinigung, war von April 1997 bis Oktober 2004 und erneut von Mai 2006 bis Mai 2007 Vorsitzender der MOV und Mitglied im Ältestenrat. 2007 wurde er Ehrenmitglied. Ab 1997 war er für zwei Jahre Präsident des Deutschen Maritimen Instituts in Bonn.

## Werke (Auswahl)
- Befugnisse des Kommandanten der Bundesmarine auf See. MOV, 1971.
- Marine an der Unterweser: 140 Jahre Standort Bremerhaven. NWD, 1990.
- Duppler/Reichert/Walle: 90 Jahre Marine-Offizier-Vereinigung. Der Weg einer Wertegemeinschaft. Eine Erfolgsbilanz. E. S. Mittler & Sohn, Hamburg 2008.